# Santa Luzia (ort i Brasilien, Maranhão, Riachão)
Santa Luzia är en ort i Brasilien.   Den ligger i kommunen Riachão och delstaten Maranhão, i den centrala delen av landet, 900 km norr om huvudstaden Brasília. Santa Luzia ligger 197 meter över havet och antalet invånare är 22 909.
Terrängen runt Santa Luzia är huvudsakligen platt. Santa Luzia ligger nere i en dal.
Omgivningarna runt Santa Luzia är huvudsakligen savann. Runt Santa Luzia är det mycket glesbefolkat, med 3 invånare per kvadratkilometer.